# Spadotettix
Spadotettix is een geslacht van rechtvleugeligen uit de familie doornsprinkhanen (Tetrigidae). De wetenschappelijke naam van dit geslacht is voor het eerst geldig gepubliceerd in 1910 door Hancock.

## Soorten
Het geslacht Spadotettix omvat de volgende soorten:
- Spadotettix fletcheri Hancock, 1910
- Spadotettix gravelyi Günther, 1939
- Spadotettix hainanensis Günther, 1939
- Spadotettix heinrichi Günther, 1937
- Spadotettix subansiriensis Shishodia, 1991